# Weekend (film 2020)
Weekend è un film del 2020 diretto da Riccardo Grandi.

## Trama
Dopo una breve rimpatriata, quattro amici di gioventù si ritrovano rinchiusi in un cottage isolato in montagna dove, sette anni prima, un loro amico aveva perso la vita in circostanze misteriose. L'intento della reclusione, avvenuta da sconosciuti, è di rintracciare le vere cause della morte dell'amico. I quattro si ritroveranno a vivere vecchi rancori e inconfessati segreti.

## Distribuzione
È uscito sulla piattaforma Prime Video il 17 dicembre 2020.